# (20199) 1997 DR
1997 دي أر (ويعرف أيضًا باسم (20199) 1997 دي أر وفق تسمية الكوكب الصغير) (بالإنجليزية: 1997 DR)‏ هو كويكب ضمن حزام الكويكبات؛ وترتيبه 20199 من حيث الاكتشاف.
اكتُشف هذا الجُرم الفلكي بواسطة Stephen P. Laurie ‏ في 28 فبراير 1997.

## وصلات خارجية
- (20199) 1997 DR في قاعدة بيانات مختبر الدفع النفاث لأجرام النظام الشمسي الصغيرة

- الاكتشاف · مخطط المدار ·  العناصر المدارية · المعلمات المادية

- (20199) 1997 DR على موقع ويكي سكاي: DSS2, SDSS, GALEX, IRAS, Hydrogen α, X-Ray, Astrophoto, Sky Map, Articles and images